# Маркелия, Натела Гаджоевна
Натела Гаджоевна Маркелия (1932 год, село Шешелета, Гальский район, ССР Абхазия) — колхозница колхоза имени Берия Гальского района, Абхазская АССР, Грузинская ССР. Герой Социалистического Труда (1949).

## Биография
Родилась в 1932 году в крестьянской семье в селе Шешелета Гальского района. В послевоенные годы трудилась рядовой колхозницей в колхозе имени Берия (с 1953 года — колхоз «Шешелети») Гальского района, председателем которого был Кондратий Джотоевич Узарашвили.
В 1948 году собрала 6720 килограммов сортового зелёного чайного листа с площади 0,5 гектаров. Указом Президиума Верховного Совета СССР от 29 августа 1949 года удостоена звания Героя Социалистического Труда за «получение высоких урожаев сортового зелёного листа и цитрусовых плодов в 1948 году» с вручением ордена Ленина и золотой медали «Серп и Молот» (№ 4490).
Этим же указом званием Героя Социалистического Труда была награждена труженица колхоза имени Берия Любина Хиндигуевна Хецурия.
После выхода на пенсию проживает в родном селе Шешелета.